# Jan I van Montfaucon
Jan I van Montfaucon (overleden in september 1306) was van 1280 tot aan zijn dood heer van Montfaucon.

## Levensloop
Jan I was de oudste zoon van heer Amadeus III van Montfaucon en diens echtgenote Mathilde, dochter van graaf Simon II van Saarbrücken. In 1280 volgde hij zijn vader op als heer van Montfaucon.
Samen met zijn broer Wouter II trad Jan I op als bemiddelaar bij de overgave van Besançon aan Rooms-Duits koning Rudolf I van Habsburg, wat in 1290 tot een vredesverdrag leidde. 
In 1295 maakte hij deel uit van de edelen in de Franche-Comté die heer Jan I van Chalon-Arlay ondersteunden in zijn opstand tegen koning Filips IV van Frankrijk, om zo hun onafhankelijkheid en hun suzereiniteit ten opzichte van het Heilige Roomse Rijk te bewaren. In 1297 traden deze edelen toe tot de alliantie die koning Eduard I van Engeland vormde tegen Filips IV. In 1298 kreeg hij van vrouwe Beatrix van Faucigny het kasteel en de stad van Yverdon toegewezen.
Jan was twee keer gehuwd: eerst met Margaretha (overleden in 1297), dochter van baron Jan I van Châteauvillain, en daarna met Isabella, dochter van burggraaf Adam IV van Melun. Beide huwelijken bleven kinderloos, waardoor Jan na zijn overlijden in 1306 als heer van Montfaucon opgevolgd werd door zijn jongere broer Wouter II.